# Осадчук, Богдан
Богдан Осадчук (пол. и нем. Bohdan Osadczuk; 1 августа 1920, Коломыя — 19 октября 2011, Чехувка, рядом с Мысленице) — польский и немецкий писатель

, журналист, советолог, исследователь истории Центральной и Восточной Европы украинского происхождения. Состоял членом Коллегиума Восточной Европы имени Яна Новак-Езёраньского.

## Биография
Родился в семье Ивана и Францишки Осадчуков. Детство и юность провёл в регионе Кельц, в деревнях Бошцинек и Пшибенице, где его отец работал учителем. Учился в средней школе в Пиньчуве, откуда был отчислен по причине преследования по национальному признаку. После начала Второй мировой войны остался с семьёй и жил в Казимежа-Велька и Буско-Здруй. Используя преимущества для украинцев в оккупированной немцами Польше, закончил немецкую среднюю школу (после подготовительных курсов) в оккупированном Кракове в 1941 году.
С 1941 года изучал историю Восточной Европы и Балкан, международнон право и восточные языки в Университете имени Гумбольдта в Берлине, где в 1944 году защитил диссертацию о прессе в Закарпатской Украине. Утверждал, что во время войны поддерживал контакты с представителями «украинского подполья — УПА, а также польского — Армией Людовой».
После войны некоторое время работал в польской военной миссии в Берлине, Германия. В это же время печатался в Die Neue Zeitung — немецкоязычной газете, основанной американскими оккупационными властями. В июне 1950 года участвовал в Берлинском антикоммунистическом конгрессе за свободу культуры, во время которого встречался с Ежи Гедройцем и Юзефом Чапским. В результате этой встречи вместе с Ежи Прадзинским с июня 1952 по январь 1953 года начал издавать на немецком языке бюллетень под заглавием Stimmen zu Osteuropäischen Fragen («Слово на тему Восточной Европы»), финансируемый Литературным институтом в Париже. С тех пор сотрудничал с парижским эмигрантским журналом «Kultura», где писал под псевдонимом «Берлинер». Его переписка с Ежи Гедройцем появился в томе Emigracja ukraińska. Listy 1950-1982.
Он получил докторскую степень в Украинском свободном университете, защитив диссертацию по этнической политике в СССР от Ленина до Хрущёва. С 1966 года был доцентом, профессором и затем вице-ректором этого университета.
В период 1950-х и 1960-х годов был берлинским журналистом и корреспондентом, сотрудничавшим с несколькими журналами: Basler Nationalzeitung и Neue Zürcher Zeitung (Швейцария, эксперт по вопросам Восточной Европы и коммунизма) и сотрудником изданий Der Tagesspiegel, Münchener Merkur Stuttgarter Nachrichten и Kölner Stadtanzeiger. В течение многих лет появлялся в качестве эксперта в немецкой телевизионной программе Internationaler Frühschoppen.С 1966 года был профессором истории Восточной Европы в институте Отто Зура при Свободном университете Берлина, Германия. Там, среди прочего, написал свою габилитационную диссертацию, посвящённую планам Юзефа Пилсудского по началу превентивной войны против Гитлера.
В 1980-е годы был редактором журнала так называемой «независимой украинской интеллигенции в эмиграции», выходившего под заглавием «Widnowa».
В 2007 году выпустил памятную книгу под названием «Polska. Ukraina. Osadczuk. Księga jubileuszowa ofiarowana profesorowi Bohdanowi Osadczukowi w 85 rocznicę urodzin».
Жил в Берлине, Германия, до конца жизни. Похоронные мероприятия состоялись 25 октября 2011 года в церкви в Закличине.

## Награды
- Орден Белого орла (3 мая 2001 года, Польша).
- Командорский крест ордена «За заслуги перед Республикой Польша» (30 марта 1994 года, Польша) — за выдающиеся достижения в деле польско-украинского примирения.
- Орден князя Ярослава Мудрого V степени (17 августа 2006 года, Украина) — за весомый личный вклад в укрепление международного авторитета Украины, популяризацию исторических и современных достояний украинского народа, активное участие в жизни зарубежной украинской общины[6].
- Орден «За заслуги» III степени (22 июня 1999 года, Украина) — За весомый личный вклад в развитие украинско-немецких связей[7].
- Почётный знак МИД Польши «Bene Merito» (13 ноября 2009 года) — в знак признания его научных заслуг и примиренческих усилий с Украиной[8].
- Премия имени Ежи Гедройца (8 ноября 2007 года).
- Премия дружбы и сотрудничества журнала «Kultura» (1984).
- «Человек пограничья» (2005).
- Орден «За интеллектуальную отвагу» (2006, Украина).

## Публикации
- Die Entwicklung der kommunistischen Parteien Ostmittelseuropas (1962).
- Weisser Adler, Kreuz und Rote Fahne. Chronik der Krisen des kommunistischen Herrschaftssystems in Polen 1956-1982 (1982).
- Ukraina, Polska, świat. Wybór reportaży i artykułów (wybrał i przedmową opatrzył Andrzej Stanisław Kowalczyk; wstęp Jerzy Giedroyc i Czesław Miłosz; seria: "Meridian"; Pogranicze 2000, ISBN 83-86872-06-3).
- Wiek ukraińsko-polski: rozmowy z Bohdanem Osadczukiem (rozmowy przeprowadzili: Andrzej Stanisław Kowalczyk i Basil Kerski, współpraca Krzysztof Zastawny; Wydawnictwo Uniwersytetu Marii Curie-Skłodowskiej 2001, ISBN 83-227-1777-6; wydanie uzupełnione pt.: Polska i Ukraina. Rozmowy z Bohdanem Osadczukiem, Wydawnictwo Kolegium Europy Wschodniej 2008, ISBN 978-83-89185-60-0).
- Niepodległa Ukraina (seria: "Meridian"; Pogranicze 2006, ISBN 83-86872-86-1).